# Curt Sachs

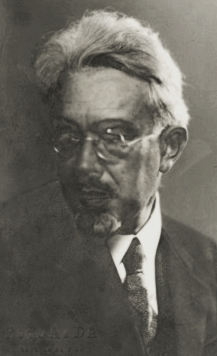
Curt Sachs

Curt Sachs (Berlijn, 29 juni 1881 – New York, 5 februari 1959) was een Duits (etno)musicoloog. Hij was een van de grondleggers van de moderne organologie en stelde met Erich von Hornbostel het Sachs-Hornbostel-systeem voor classificatie van muziekinstrumenten op. 

## Biografie
Sachs kreeg muziekles van Leo Schrattenholz en studeerde muziekgeschiedenis aan de universiteit van Berlijn. In 1904 doctoreerde hij over de beeldhouwkunst van Andrea del Verrocchio, waarna hij een tijdlang een loopbaan als kunsthistoricus ambieerde. In deze periode hielp hij mee met de uitgave van het tijdschrift Monatshefte für kunstwissenschaftliche Literatur en werkte hij aan het Kunstgewerbe Museum in Berlijn. Vanaf 1909 wijdde hij zich helemaal aan de muziek. Na zijn legerdienst tijdens de Eerste Wereldoorlog ging hij samen met Hornbostel aan de slag aan het Berlin Phonogramm-Archiv. In 1914 publiceerde het duo het artikel Systematik der Musikinstrumente, dat een nieuwe basis vormde voor de classificatie van zowel westerse als niet-westerse muziekinstrumenten.
In 1920 werd hij directeur van de Staatliche Instrumentensammlung, die toen nog deel uitmaakte van de Staatliche Akademie Hochschule für Musik te Berlijn. Hij reorganiseerde er de instrumenten en restaureerde er een aantal zodat zij opnieuw ten klinken konden gebracht worden. Hij gaf ook les aan deze school, naast de Hochschule für Musik en de Akademie für Kirchen- und Schulmusik.
In 1933 werd het Sachs verboden om academische posities in te nemen vanwege zijn Joodse achtergrond. Daarom trok hij naar Frankrijk, vanwaar hij in 1937 uiteindelijk naar de Verenigde Staten zou emigreren. Hij gaf er les aan een aantal Amerikaanse universiteiten, waaronder de Columbia Universiteiten (Harvard, Northwestern, Michigan en New York).